# Ella Rappich
Ella Maria Eia Rappich, född 23 maj 2000 i Sigtuna, är en svensk skådespelare.
Rappich är född och uppvuxen i Sigtuna och fick sin första roll av en tillfällighet, då produktionsbolaget FLX besökte hennes skola. Hon debuterade genom att spela en nära vän till huvudkaraktären i Netflix första svenskproducerade originalserie Störst av allt som hade premiär den 5 april 2019. Vid sidan av skådespeleriet gick Rappich samhällsvetenskapsprogrammet vid Sigtunaskolan Humanistiska Läroverket.

## Filmografi
- 2019 – Störst av allt (TV-serie)[3]
- 2020–2022 – Lyckoviken (TV-serie)
- 2021 – Zebrarummet (TV-serie)
- 2022 – The Playlist (TV-serie)
- 2023 – Geografens testamente (TV-serie)
- 2024 – Bror (TV-serie)